# 下条村 (新潟県北魚沼郡)
下条村（しもじょうむら）は、かつて新潟県北魚沼郡にあった村。

## 沿革
- 1889年（明治22年）4月1日 - 町村制施行に伴い北魚沼郡東中村、山口村、泉沢新田、田尻村、並柳村、連日村、小庭名村、小庭名新田、吉平村、吉原新田、茂沢村、水沢新田、和田村が合併し、下条村が発足。
- 1901年（明治34年）11月1日 - 北魚沼郡中条村、小平尾村と合併し、広瀬村となり消滅。

## 村長
- 関矢橘太郎